# Don Shields
Donald M. Shields, detto Don (19 settembre 1914 – Tulsa, 30 marzo 1993), è stato un cestista, allenatore di pallacanestro e arbitro di pallacanestro statunitense.

## Carriera
Con Temple University ha disputato e vinto il National Invitation Tournament 1938, venendo eletto miglior giocatore del torneo. È stato nominato All-American nel 1935-1936 e nel 1937-1938. Dopo il college ha giocato nei Phillips 66ers, vincendo il titolo della Amateur Athletic Union nel 1940 e nel 1942. In seguito è stato arbitro, dirigendo anche in NCAA e ritirandosi alla fine degli anni cinquanta.

## Palmarès
- Campione NIT (1938)
- MVP NIT (1938)
- Campione AAU (1940, 1942)